# Cherry Grove (Minnesota)
Cherry Grove ist eine Siedlung auf gemeindefreiem Gebiet („Unincorporated Community“) im Fillmore County im Südosten des US-amerikanischen Bundesstaates Minnesota.

## Geografie
Cherry Grove liegt auf 43°35′15″ nördlicher Breite und 92°17′20″ westlicher Länge und liegt am Südrand der Forestville Township.
Benachbarte Orte von Cherry Grove sind Wykoff (14,8 km nördlich), die Geisterstadt Forestville (17,5 km nordöstlich), Chester in Iowa (17,4 km südlich) und Spring Valley (19 km nordwestlich).
Die nächstgelegenen größeren Städte sind Rochester (67 km nordnordwestlich) und La Crosse in Wisconsin (112 km östlich). Das Ballungsgebiet um die Städte Minneapolis und Saint Paul liegt 206 km nordnordwestlich.

## Verkehr
Durch Cherry Grove führen keine überregionalen Fernstraßen. Hauptstraße des Ortes ist die County Road 5. Alle weiteren Straßen sind teils unbefestigte Fahrwege.
Die nächstgelegenen Flughäfen sind der Rochester International Airport (55,8 km nordnordwestlich) und der größere Minneapolis-Saint Paul International Airport (197 km in der gleichen Richtung).